# La regina delle nevi (romanzo)
La regina delle nevi (The Snow Queen) è un romanzo di fantascienza del 1981 della scrittrice statunitense Joan D. Vinge.

## Accoglienza
Il romanzo ha vinto il Premio Hugo nel 1981 ed è stato nominato al Premio Nebula.

## Edizioni
- Joan D. Vinge, La regina delle nevi, Fantascienza, Mondadori, 1986,  p. 395.
- Joan D. Vinge, La regina delle nevi, traduzione di Giuseppe Lippi, Fantascienza, Nord, 2007,  p. 396, ISBN 8842913685.